# Большая синагога (Сидней)

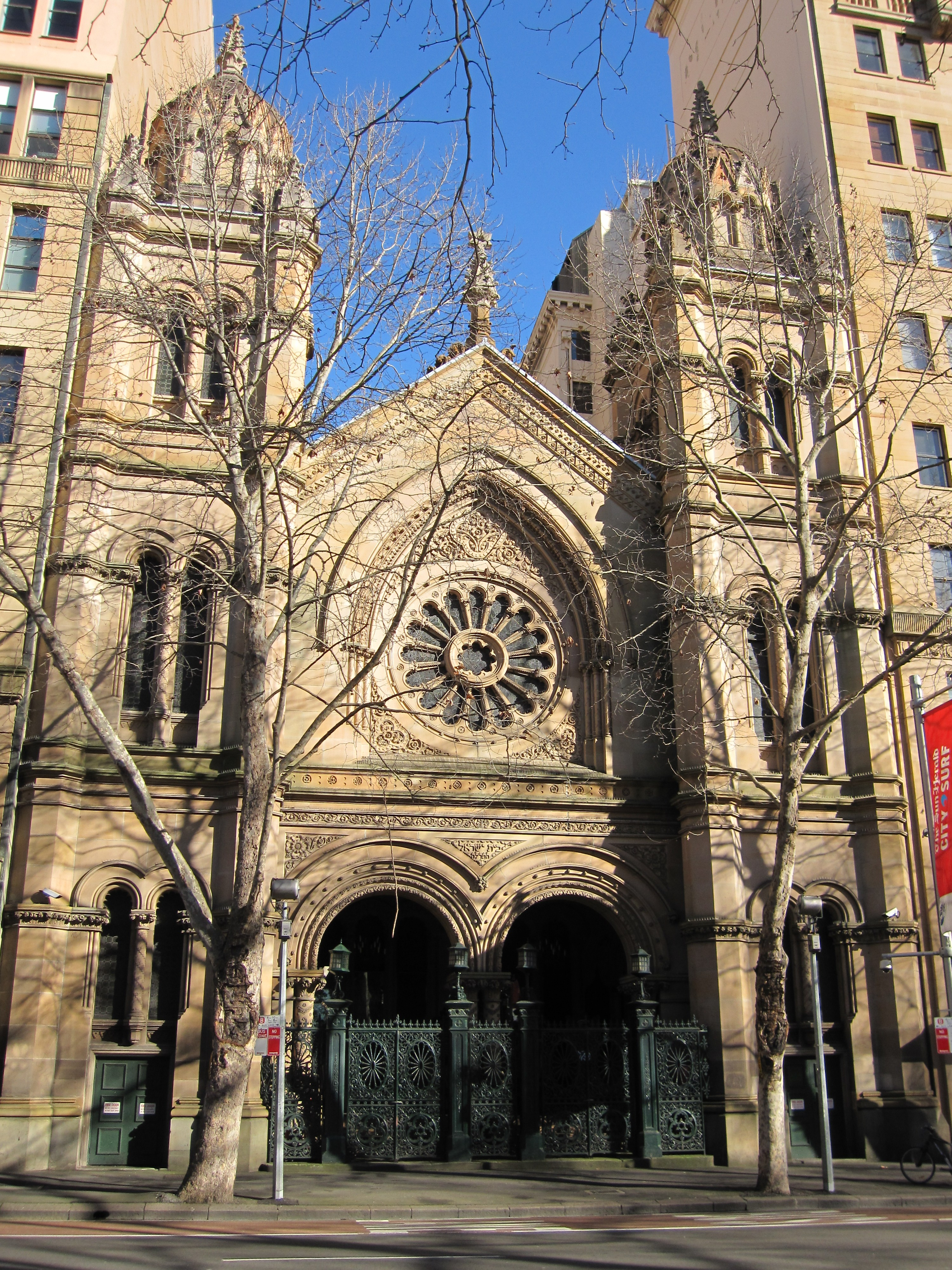
Фасад Большой синагоги в Сиднее, парадный вход со стороны Элизабет-стрит

Большая синагога представляет собой величественное здание, занесённое в список наследия, расположенное по адресу: Элизабет-стрит, 187а, в центральном деловом районе Сиднея, недалеко от местного правительства штата Новый Южный Уэльс, Австралия. Расположенная напротив Гайд-парка, синагога простирается до Каслри-стрит. Здание синагоги было спроектировано Томасом Роу и построено в 1874-1878 годах с каменной кладкой Аароном Лавриджем. Синагога была включена в Государственный реестр наследия Нового Южного Уэльса 10 сентября 2004 года. Здание также занесено в (ныне несуществующий) Реестр национального имущества.

## История
Большая синагога была построена для объединения двух еврейских собраний в Сиднее, которые предпочитали в то время синагоги на Йорк-стрит и Маккуори-стрит. Синагога на Йорк-стрит была спроектирована в египетском стиле Джеймсом Хьюмом и построена в 1844 году. Первые шаги по поиску подходящего места для новой, большей синагоги были предприняты в 1864 году. В 1871 году на Йорк-стрит состоялось собрание, на котором обсуждались вопросы покупки земли на Элизабет-стрит. Было предложено провести встречу с представителями синагоги на Маккуори-стрит, чтобы объединить усилия для покупки земли для синагоги, которая будет служить всему сообществу. Джон Соломон, строитель, купил землю на аукционе за 2000 фунтов в 1871 году и держал её до тех пор, пока собрание не смогло собрать достаточно средств. Планировалась постройка синагоги и образовательных учреждений для менее богатых членов собрания. Деньги должны были быть получены путем продажи земли на Кент-стрит, которая была предназначена для еврейской школы, но никогда не использовалась. Дополнительные деньги были собраны за счет продажи недвижимости в Йорке и Маккуори-стрит. Было также выдвинуто обращение с просьбой финансировать новое здание, сопровождаемое фотографией Новой Лондонской синагоги (впоследствии разрушенной в результате бомбардировки в 1941 году), которая должна была послужить образцом для здания в Сиднее. Томас Роу, корнуоллский архитектор, был выбран в 1872 году в результате ограниченного конкурса, другими претендентами были Дж. А. Мэнсфилд и Бенджамин Бэкхаус. Роу также выполнял функции руководителя строительства нового здания. Строительство здания синагоги также частично контролировалось синагогой Принсес-роуд в Ливерпуле и синагогой Нью-Уэст-Энд в Лондоне. Первый камень в фундамент был заложен в январе 1875 года генеральным почтмейстером Саулом Самуэлем, который впоследствии стал первым еврейским министром Короны в Британской империи. Огромный благотворительный базар был проведен в декабре 1875 года для сбора дополнительных средств.

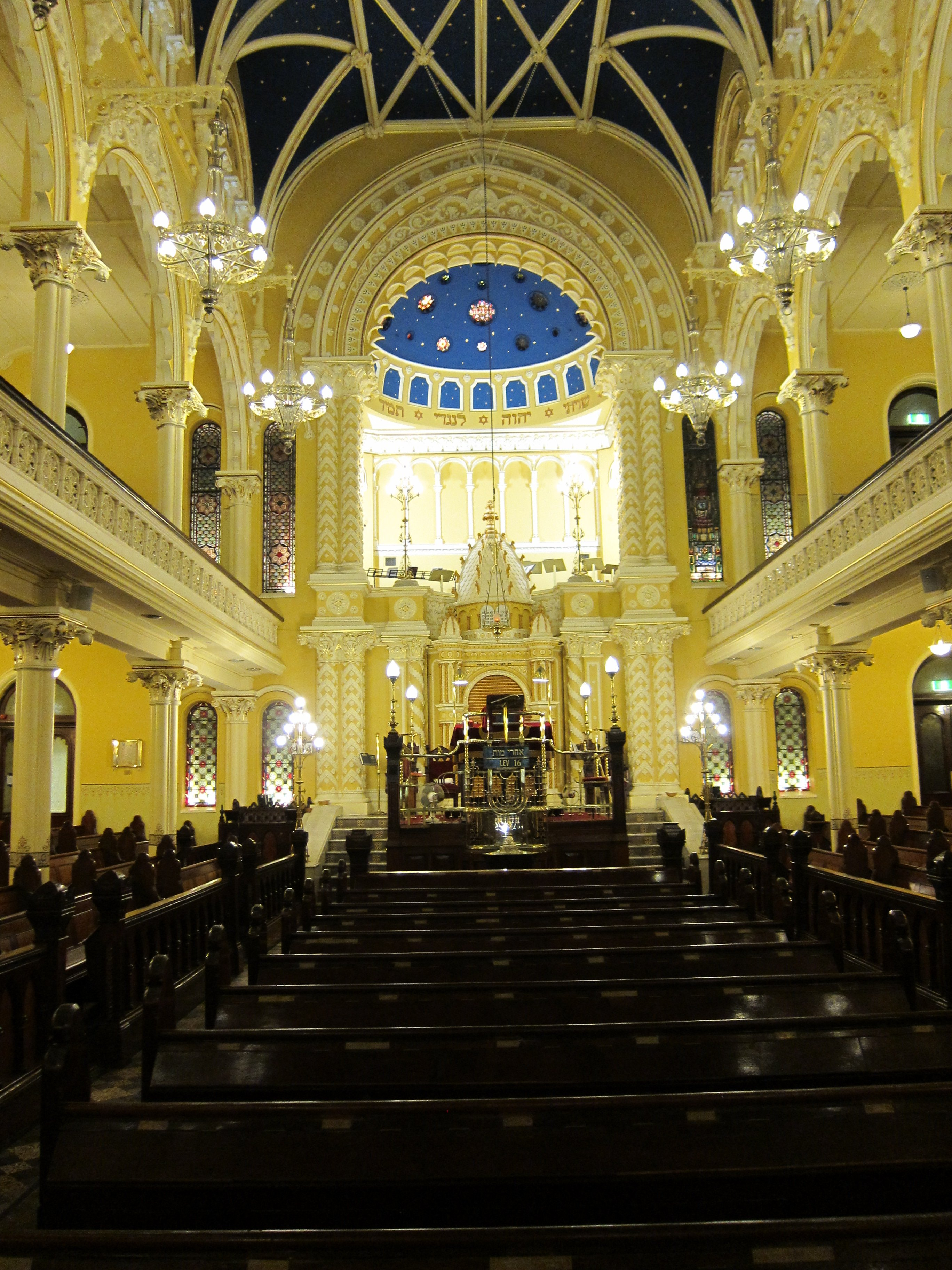
Бима в Большой синагоге Сиднея

Основным подрядчиком по каменной кладке был Аарон Лавридж, основатель современной фирмы Loveridge & Hudson. Проекты синагоги, нарисованные Роу и подписанные Лавриджем хранятся в Сиднейской библиотеке Митчелла. Другими известными фирмами, связанными с работой над синагогой, были Уильям Коулман (столярные изделия), братья Флетчер (чугун с декоративной отделкой), Льюис и Стил (декоративная штукатурка), Корнелиус и Ко Филадельфии (газовые светильники), Минтон Холлинс и Ко (плитка), Рассел и Ко (чугунные колонны) и Лион и Коттье (витраж).
Синагога была освящена 4 марта 1878 года, но её отделка не была завершена до 1883 года. На момент завершения строительства синагога была самым внушительным зданием на Элизабет-стрит и была одним из первых больших зданий викторианской эпохи, построенных в Сиднее и отражавших гражданскую гордость и процветание. Большая синагога является материнской церковью австралийского еврейства и до сих пор ведет реестр всех родившихся, браков и смертей, начиная с 1 ноября 1826 года. В ней также находится музей, библиотека. Синагога участвует в фестивалях в Сиднее. В 1988 году двухсотлетний совет штата Новый Южный Уэльс признал важность здания и выделил грант на реставрационные работы фасада на Элизабет-стрит.

## Описание

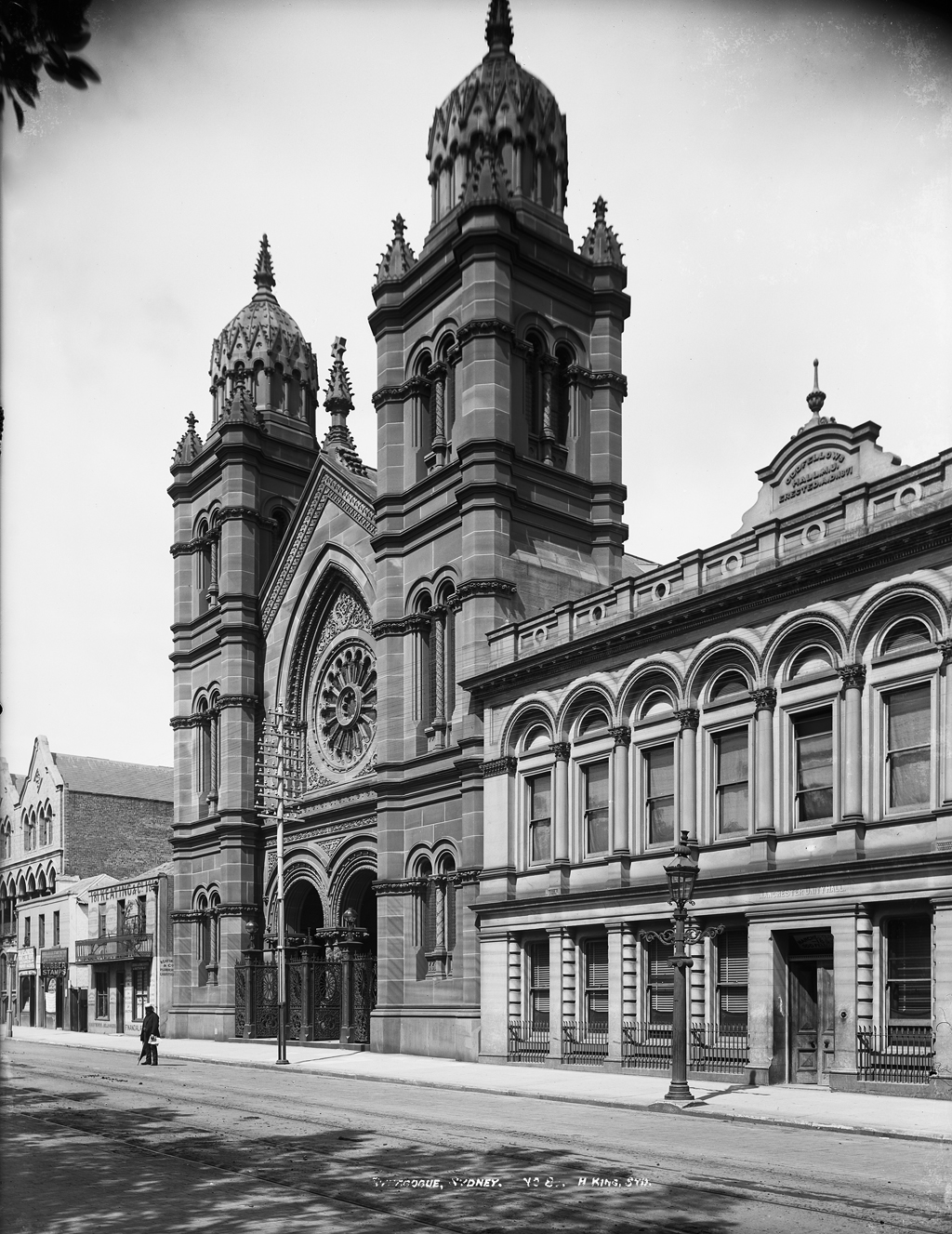
Большая синагога (Сидней)

Большая синагога сочетает в себе элементы византийского и готического архитектурного стиля. Это величественное здание часто называют «соборной синагогой» Австралии.Большая синагога состоит из двух основных частей: как таковой синагоги (молитвенного дома) с женской галереей, заканчивающейся на Элизабет-стрит и пятиэтажной современной секции заканчивающейся на Каслри-стрит. Оригинальный эклектичный дизайн в викторианском стиле свободной готики был описан во время освящения как византийский с вкраплениями готических элементов. Фасад и башни на Элизабет-стрит выполнены из пирмонтского камня, а оставшаяся часть ранней постройки - из кирпича с чугунными колоннами, деревянными полами и шиферной крышей. Фасад Каслри-стрит каменный на уровне первого этажа, с кирпичной кладкой сверху. Интерьер представлен лепной штукатуркой, резным деревом и витражами, украшенными абстрактными узорами, чтобы избежать изображения живых форм. Сохранившиеся деревянные лестницы на Элизабет-стрит имеют резные балюстрады. Стены окрашены сусальным золотом, а мебель в основном из полированной древесины и латуни. Некоторые оригинальные цветовые схемы сохранились, особенно на потолке входа на Элизабет-стрит, в то время как полуночный синий потолок со звездами из сусального золота несколько раз перекрашивался в оригинальный дизайн. Деревянные полы выровнены как на уровне земли, так и на уровне галереи, а центральная часть первого этажа и ступени у входа облицованы мозаикой. 

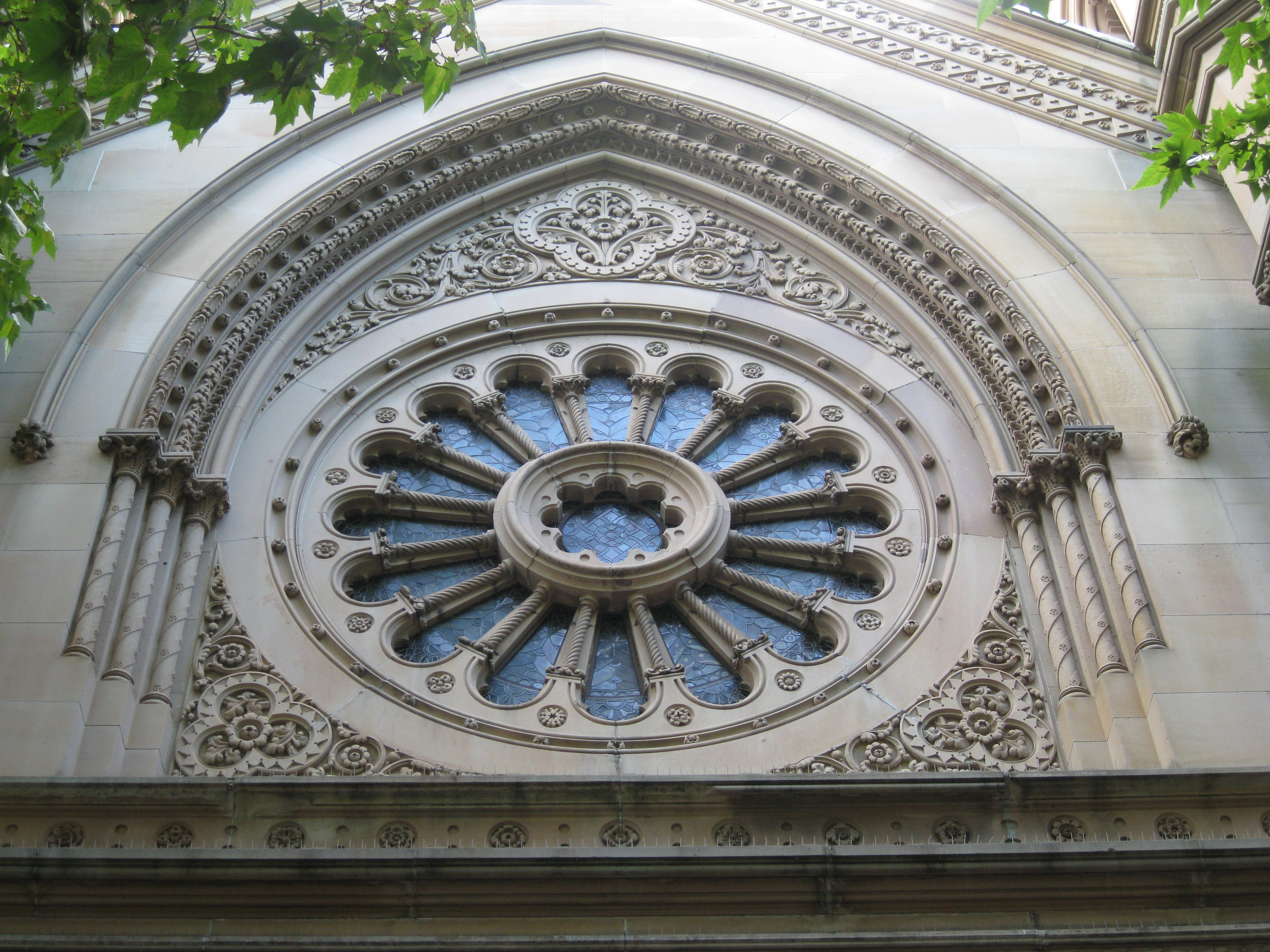
Круглое окно на Элизабет-стрит. Железобетонные спицы были добавлены внутрь этого окна во время Второй мировой войны для защиты от взрыва.

В подвале есть зал со стальными портальными рамами, поддерживающими колонны и пол, а также музей А. М. Розенблюма и библиотека Раввина Фалька. Современный отдел, построенный из железобетона, содержит офисы, классные комнаты и комнаты для переговоров, а также лифт и пожарную лестницу, и имеет верхний этаж с выходом на крышу. Современные витражи на фасаде на Каслри-стрит были спроектированы Луи Каханом из Мельбурна. Здание синагоги содержит образцы священных свитков и религиозных артефактов, включая менору (канделябр с девятью ветвями), созданную раввином Л. А. Фальком.
Нынешняя синагога имеет традиционную особенность надземной женской галереи. Поначалу бима, как и положено, располагалась в центре. Тем не менее, чтобы увеличить вместимость, она была перенесена на западную стену в 1906 году. За прошедшие годы были внесены множественные дополнения и изменения в другие объекты, принадлежащие этому зданию, в том числе было произведено строительство сукки, раскопки и строительство большой приемной зоны под самой синагогой, строительство мемориальной библиотеки раввина Фалька, установка электричества в люстрах и установка лифта «шаббат». Полезный обзор истории синагоги дает книга 2008 года, отредактированная раввином Рэймондом Эпплом.

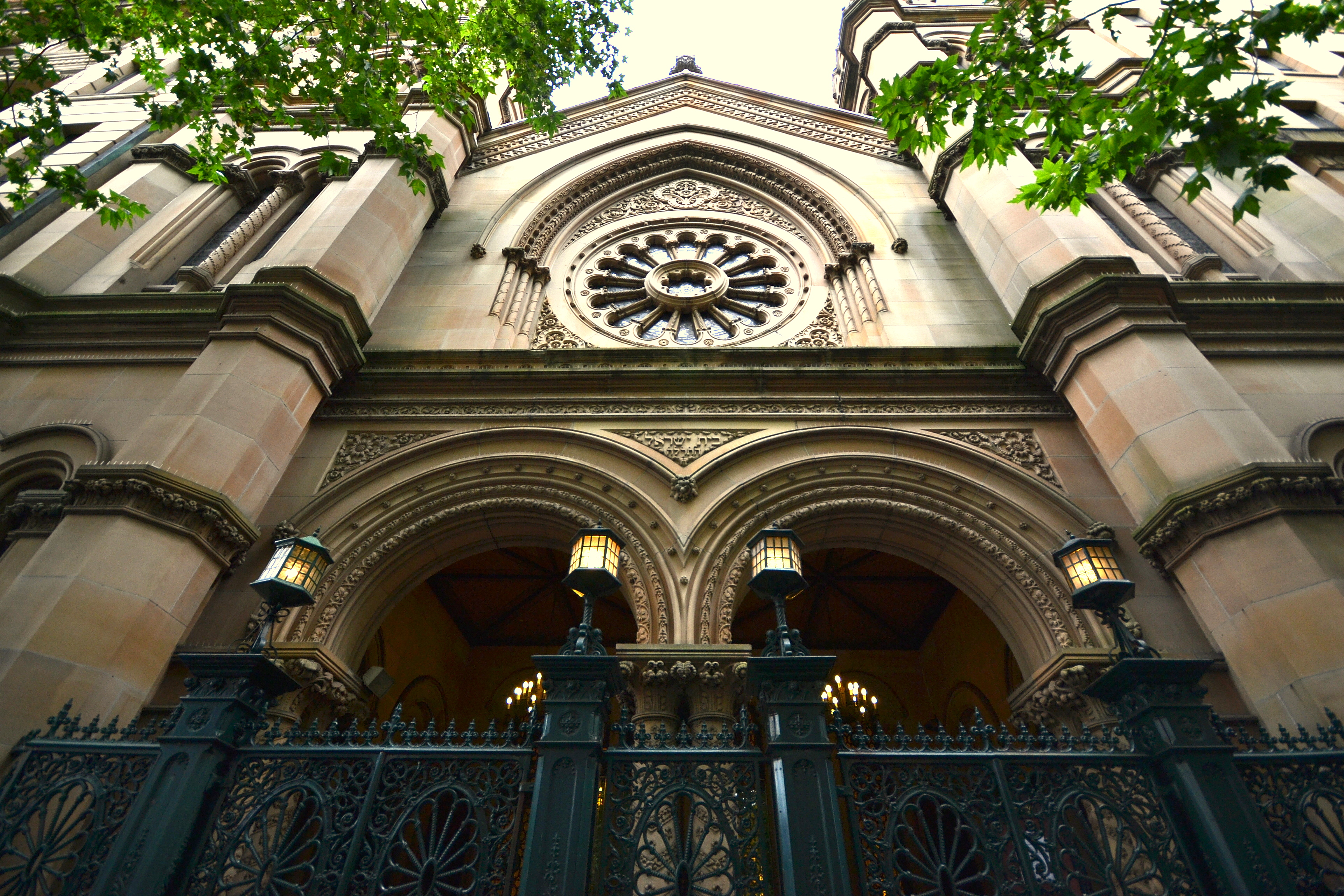
Большая синагога в Сиднее. Парадный вход.

## Состояние
На 22 августа 2001 года состояние здания в целом значится как хорошее, хотя верхние части каменной кладки требуют технического обслуживания.
Большая синагога, в основном, не повреждена как снаружи, так и внутри, в старом квартале, выходящем на Элизабет-стрит.
В июне 2006 года было утверждено более 310 000 долларов США на проведение внутренних отделочных работ. Проект включает в себя: реставрационные работы во внутреннем пространстве здания, восстановление естественной вентиляции и консервацию подвесных и настенных газогенераторов.